# Metro (film 1985)
Metro (fr. Subway) – francuski dreszczowiec filmowy z 1985 roku w reżyserii Luca Bessona. 
Głównym bohaterem filmu jest ukrywający się w paryskim metrze złodziej Fred (Christopher Lambert), który okrada zamożną kobietę z paryskich elit, Helenę (Isabelle Adjani). Zdobyczne dokumenty Fred zamierza wykorzystać w celu szantażowania Heleny, lecz z czasem rodzi się między nimi uczucie.
Metro uznawane jest za jedno z dzieł konstytuujących francuski neobarok, postmodernistyczny nurt filmowy ukształtowany – obok Bessona – przez Jeana-Jacques'a Beineix i Leosa Caraxa. Zrealizowany za 15 milionów franków przez wytwórnię Gaumont, drugi film w karierze Bessona został podporządkowany wymogom komercyjnym: z początkowego materiału filmowego wycięto 40 minut. Krytyka filmowa zwracała uwagę na wyrazistą stylizację bohaterów (utlenione włosy Lamberta, szykowne stroje Adjani) oraz „energiczny styl wizualny”, który przyniósł filmowi trzy Cezary: dla Lamberta za rolę aktorską, dla Alexandre'a Traunera za scenografię oraz dla ekipy dźwiękowej.